# 館林城

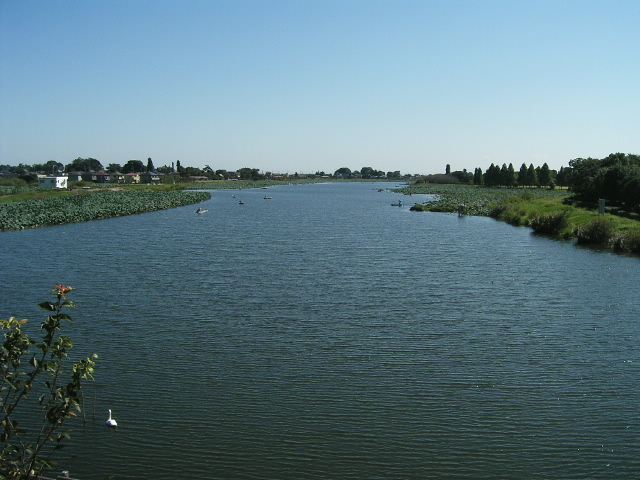
城沼

館林城（たてばやしじょう）は、群馬県館林市城町3（上野国邑楽郡館林）にあった戦国時代から江戸時代の日本の城。尾曳城（おびきじょう）ともいう。館林市指定史跡。

## 概要
15世紀に築かれたとされる。ただ、築城時期・築城者には諸説ある。天正年間10万石で入城した徳川四天王の一人榊原康政が石垣や天守を持つ近代的な城に造り変えた。城沼を濠として利用、本丸以下7郭 (約43ha) 。現在、一部の遺構を残しているのみで、跡地に市役所、文化会館、市立図書館、向井千秋記念子ども科学館などが建てられている。

## 歴史・沿革

### 室町時代
江戸時代に書かれた『館林記』によれば、大袋城（現館林市花山町）主であった赤井照光が子キツネを助けたところ、親キツネが恩に報いるため館林城の縄張を行ったという。縄張がキツネの尾によって曳かれたことから「尾曳城」と名付け、弘治2年（1556年）に竣工したとする。城内の稲荷曲輪には尾曳稲荷神社が建てられ崇められた。
現在確認されている館林城について書かれた最古の文献は、享徳の乱の中、文明3年（1471年）に長尾景信・景春父子、長尾忠景ら上杉軍が、足利成氏方の赤井文三・文六の居城である「立林（館林）城」を攻略したという記録である。

### 戦国時代
永禄5年（1562年）2月17日、上杉謙信に従った長尾景長により、館林城は落城。城主赤井文六は追放された。館林城に入った長尾景長は4月5日には家臣への知行宛行いをしている。
永禄9年（1566年）に上杉謙信が臼井城の戦いで敗れた結果、東上野の領主達は北条氏に寝返り、長尾景長もこれに同調した。越相同盟で巻き返しを図った上杉謙信は永禄13年（1570年）には佐野城を攻め、その恩賞として館林城を広田直繁に与えた。長尾景長の跡を継いだ長尾顕長により館林城は取り戻されたとみられ、顕長は元亀4年（1573年）に雷電神社の社殿の造営を行っている。
天正12年（1584年）、北条氏照の軍勢が館林領に侵攻し、翌年初には館林城の明渡しが行われ、長尾顕長は北条氏直と対面して服従を誓い赦免を受けて足利へ退いた。館林地域は北条氏の直轄領となり、『館林城主代々覚書』等の記録によれば館林城代を韮山城主北条氏規が兼務、城将として南条昌治が支配したという。
天正18年（1590年）の豊臣秀吉の小田原攻めに伴い、館林城も落城した。『関八州古戦録』等の軍記物では石田三成が落城させたことが伝えられるが、石田三成が小田原包囲から忍城攻撃に向かったのが5月5日であり、佐竹義久の4月29日付書状により同日までに館林城が落城していることが判明するため、史実ではない。
同年、徳川家康の関東入封に伴って、徳川四天王の一人榊原康政が10万石で城主となった。

### 江戸時代
江戸時代に入ると、館林は利根川を押さえる東北方面への要所として、また、徳川綱吉が五代将軍になってからは将軍を輩出した地として重視され、最後の城主秋元氏まで江戸幕府の重鎮を務めた七家の居城として栄えた。
かつては総構があり、本丸には三層の天守と二重櫓が一基、御厩曲輪（再築後の南曲輪）にも二基の二重櫓があり威容を誇っていたが、天和3年（1683年）に徳川徳松が急死すると廃藩となり廃城となった。
宝永4年（1707年）六代将軍徳川家宣の弟松平清武が入封すると館林城は規模を縮小して再築され、本丸に天守代用の二重櫓が、南曲輪と三ノ丸にも二重櫓が一基ずつ上げられた。1718年には再建費のための増税に苦しんだ農民により館林騒動が起こった。

### 近現代
城の建物の大半は明治7年（1874年）に焼失したが、現在でも本丸、三の丸、稲荷郭、城下町などの土塁の一部が残されており、三の丸には土橋門が復元されている。

### 歴代城主
家名、説明、藩主名、在任期間、石高
- 榊原氏
三代続いたが、寛永20年（1643年）に陸奥白河に転封したため、その後館林領は一時天領となった。
  - 榊原康政　天正18年（1590年） - 慶長11年（1606年）　10万石
  - 榊原康勝　慶長11年（1606年） - 元和元年（1615年）　10万石
  - 榊原忠次　元和元年（1615年） - 寛永20年（1643年）　11万石

- 大給松平家
正保元年（1644年）、遠江浜松から老中松平乗寿が6万石で館林城に入り、その跡を乗久が継いで寛文元年（1661年）に下総佐倉に転封した。
  - 松平乗寿 正保元年（1644年） - 承応3年（1654年） 　6万石
  - 松平乗久 承応3年（1654年） - 寛文元年（1661年） 　5.3万石

- 館林徳川家
4代将軍徳川家綱の弟綱吉が10万石の加増を受け25万石で入封した。延宝8年（1680年）に綱吉が家綱の養子になって5代将軍になると、その子徳松が家督を継いだが、天和3年（1683年）に徳松が急死すると廃藩となって再び天領となった。この時、城は壊されている。
  - 徳川綱吉 寛文元年（1661年） - 延宝8年（1680年） 25万石
  - 徳川徳松 延宝8年（1680年） - 天和3年（1683年） 25万石

- 越智松平家
宝永4年（1707年）、松平清武が2万4千石で入封し、宝永7年（1710年）には1万石加増、正徳2年（1712年）には2万石加増されて5万4千石となった。その後、清武の跡を養子武雅が継いだ。
  - 松平清武 宝永4年（1707年） - 享保9年（1724年） 　5.4万石
  - 松平武雅 享保9年（1724年） - 享保13年（1728年） 　5.4万石

- 太田氏
松平武雅の跡を養子武元が継いだが、武元が家督を相続した日に陸奥棚倉へ転封になり、同地から太田資晴が5万石で入封した。若年寄の太田資晴は享保19年（1734年）に大坂城代となり、そのため館林領は再度天領となり、城番を置いた。元文5年（1740年）、太田資晴の子資俊が5万石で入封するも、延享3年（1746年）に遠江掛川に転封となった。
  - 太田資晴 享保13年（1728年） - 享保19年（1734年） 　5万石
  - 太田資俊 元文5年（1740年） - 延享3年（1746年） 　5万石

- 越智松平家
太田資俊の後は陸奥棚倉より松平武元が5万4千石で入封した。松平武元は明和6年（1769年）に7千石の加増を受けて6万1千石となった。武元の後は、武寛、斉厚と続いて、斉厚は天保七年（1836年）に石見浜田へ転封となった。
  - 松平武元 延享3年（1746年） - 安永8年（1779年） 　6.1万石
  - 松平武寛 安永8年（1779年） - 天明4年（1784年） 　6.1万石
  - 松平斉厚 天明4年（1784年） - 天保7年（1836年） 　6.1万石

- 井上氏
井上正春が6万石で陸奥棚倉より入封し、弘化2年（1845年）には遠江浜松へ転封。
  - 井上正春 天保7年（1836年） - 弘化2年（1845年） 　6万石

- 秋元氏
井上正春の後は、出羽山形から秋元志朝が6万石で入封した。秋元志朝は、文久2年（1862年）に雄略天皇陵の修復に着手する。元治元年（1864年）に養子の礼朝が襲封する。礼朝は戊辰戦争時、新政府軍に加担、関東・東北方面の戦争に部隊を派遣した。館林藩は明治3年（1870年）に廃藩して館林県となった。
  - 秋元志朝 弘化2年（1845年） - 元治元年（1864年） 　6万石
  - 秋元礼朝 元治元年（1864年） - 明治2年（1869年） 　6万石

## 構造
城沼を城の東側の外堀とし、この沼に突き出す形の低台地に、本丸（子ども科学館南側）、二の丸（現在は市役所）、三の丸（現在は文化会館）、八幡郭（くるわ）、南郭を置き、これらを取り囲むように稲荷郭、外郭、惣郭を構え、さらにその西方に城下町を配置し、それらを土塁と堀によって囲んでいた。

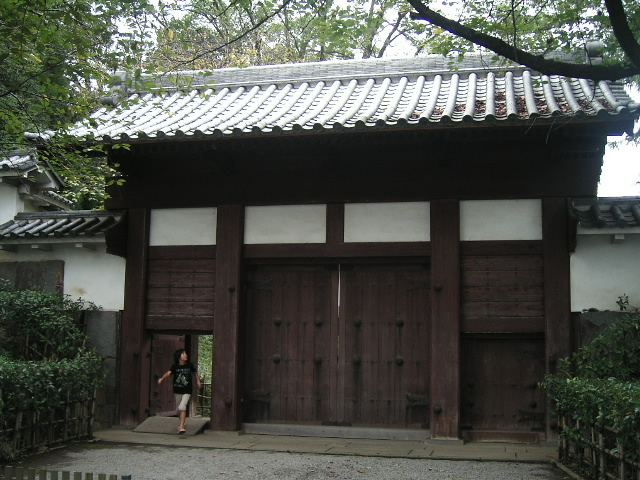
土橋門

### 土橋門
土橋門は、昭和58年（1983年）、城下町・館林のシンボルとして城壁とともに復元された。
この門は、城の中心部に通じる三の丸に設けられ、千貫門（せんがんもん）に対し、通用門として使われた。「土橋門」という名前の由来は、門前の内堀に架けられた「土橋」からきたと言われている。また、防御用に黒色の鉄板が打ち付けられており、地元では「黒門」とも呼んでいる。

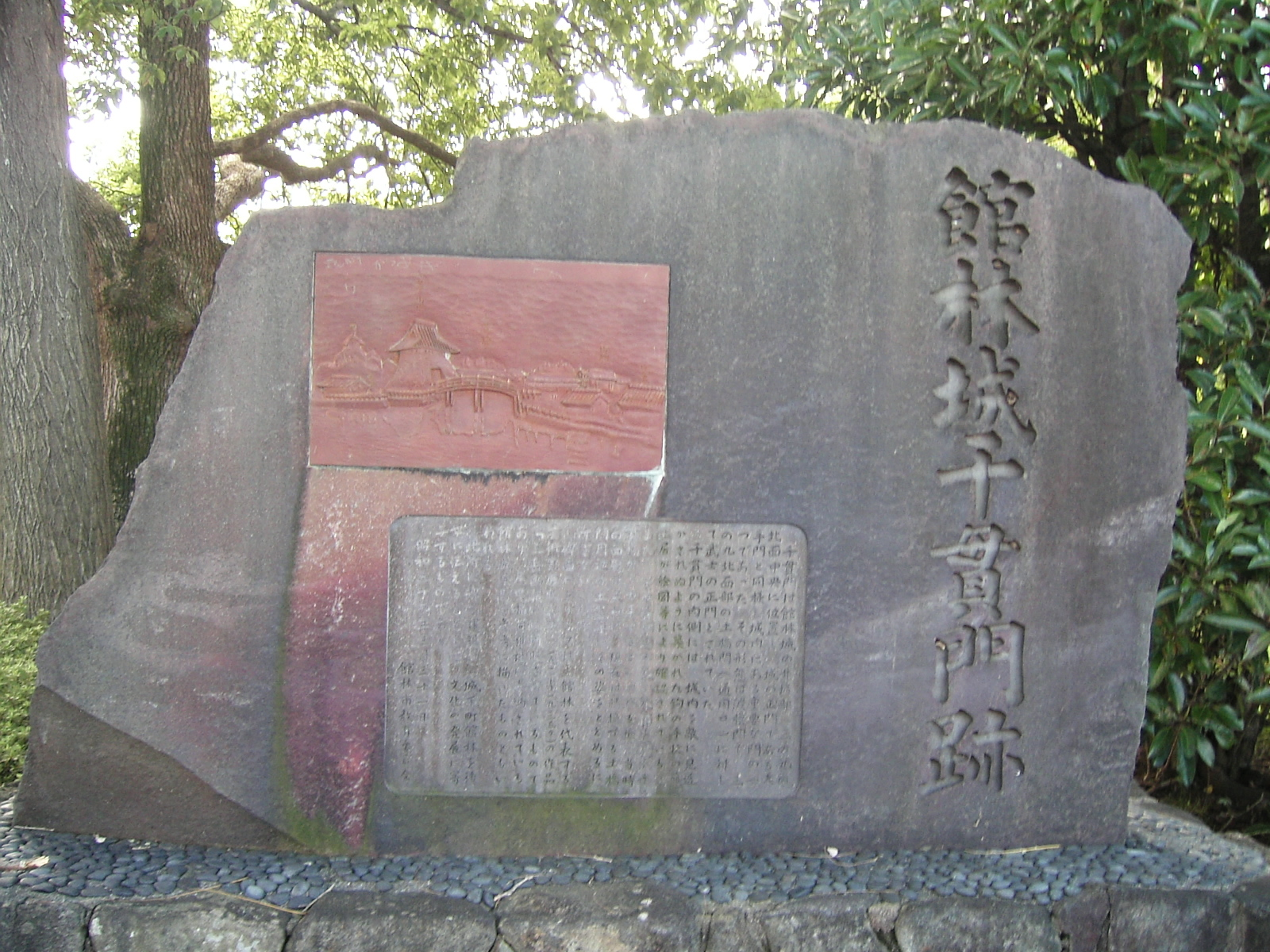
千貫門跡

### 千貫門跡
千貫門は三の丸の北面中央にあった、城内にある重要な門の１つ。その形態は渡櫓門で、土橋門が通用口であるのに対して武士の正門とされていた。
左上のレリーフは、館林出身の版画家・藤牧義夫の作品『山岳画集』に収められているもので、尾曳神社に奉納されている館林城絵馬を参考に描いたものともいわれる。

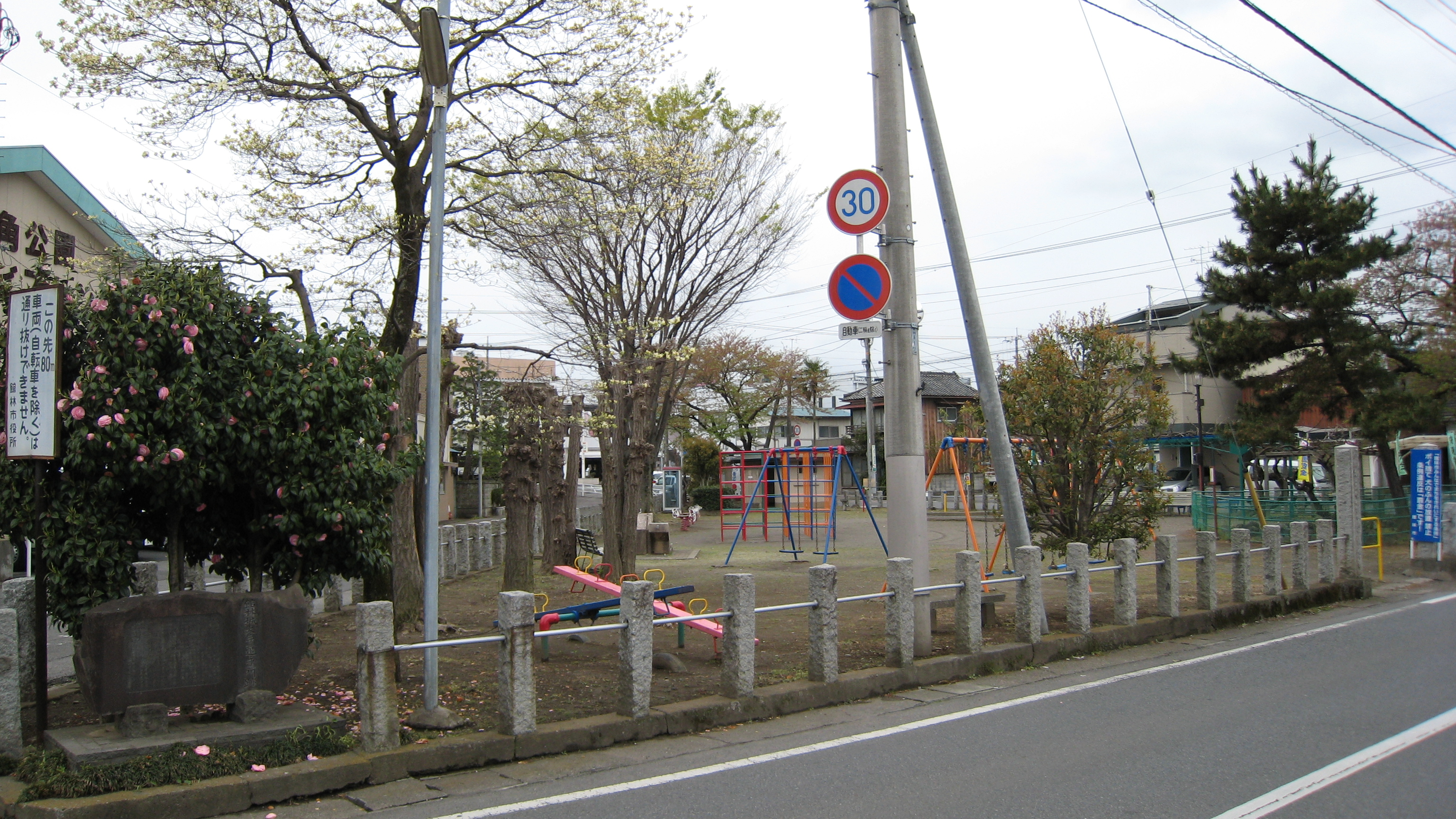
大手門跡

### 大手門
大手門は、現在の三角公園（大手町）の東北隅にあって、東側の侍屋敷、西側の城下町を隔てていた。ここから東へ約400メートルにわたり通称「大名小路」と呼ばれる大路が伸び、広小路、千貫門へと続いた。現在では、土塁や濠などは姿を消し、大手門跡碑が残されているのみである。

## 観光

### アクセス
- 東武鉄道伊勢崎線館林駅下車、徒歩約15分
- 東北自動車道・館林ICから約10分

### オープン・クローズ
特に制限はない。